# FC Hilversum in het seizoen 1956/57
Het seizoen 1956/1957 was het tweede jaar in het bestaan van de Hilversumse betaaldvoetbalclub Hilversum. De club kwam uit in de Tweede divisie B en eindigde daarin op de vijfde plaats. Tevens deed de club mee aan het toernooi om de KNVB beker, hierin werd de club in de eerste ronde, op basis van uitdoelpunten, uitgeschakeld door Stichtse Boys (2–2).

## Wedstrijdstatistieken

### Tweede divisie B
|       | Baronie | DHC   | DOSKO | 't Gooi | LONGA | N.E.C. | ONA   | RBC   | TOP   | UVS   | De Valk | Wilhelmina | Zeist | ZFC   |
| ----- | ------- | ----- | ----- | ------- | ----- | ------ | ----- | ----- | ----- | ----- | ------- | ---------- | ----- | ----- |
| Thuis | 0 – 1   | 4 – 0 | 1 – 1 | 3 – 2   | 3 – 1 | 4 – 0  | 5 – 0 | 1 – 1 | 3 – 3 | 2 – 1 | 5 – 4   | 3 – 2      | 2 – 2 | 3 – 1 |
| Uit   | 3 – 2   | 1 – 3 | 1 – 1 | 6 – 2   | 3 – 1 | 1 – 0  | 2 – 2 | 1 – 1 | 1 – 5 | 6 – 2 | 1 – 4   | 1 – 1      | 1 – 0 | 2 – 0 |

### KNVB beker
| 1e ronde                                                  | Hilversum                        | 2 – 2 (1 – 0) | Stichtse Boys            |
| 19 augustus 1956 Plaats: Hilversum Gemeentelijk Sportpark | Jozef Siahaya 5' Evert Pluim 76' |               | 71 ' Van Elk 73' Loffeld |

## Statistieken Hilversum 1956/1957

### Eindstand Hilversum in de Nederlandse Tweede divisie B 1956 / 1957
| Stand | Gespeeld | Gewonnen | Gelijk | Verloren | Punten | Doelpunten voor | Doelpunten tegen |
| ----- | -------- | -------- | ------ | -------- | ------ | --------------- | ---------------- |
| 5e    | 28       | 12       | 8      | 8        | 32     | 63              | 49               |

### Topscorers
| #                | Naam                           | Goal |
| ---------------- | ------------------------------ | ---- |
| 1.               | Evert Pluim                    | 29   |
| 2.               | Hans Akkerman                  | 10   |
| 3.               | Hans van den Brug              | 5    |
| 4.               | Henk van der Voort             | 4    |
| 5.               | Frank Duurland                 | 3    |
| 5.               | Jozef Siahaya                  | 3    |
| 7.               | Frank Morees                   | 2    |
| 7.               | Karel Sluiter                  | 2    |
| 9.               | Flip Krant                     | 1    |
| 9.               | J. van Meningen                | 1    |
| Eigen doelpunten |                                |      |
| –                | Barend van Gardingen ('t Gooi) | 1    |
| –                | Arie IJsselstein (ONA)         | 1    |
| –                | Rijk van Veldhuizen (LONGA)    | 1    |
| Totaal           | Totaal                         | 63   |

| #      | Naam          | Goal |
| ------ | ------------- | ---- |
| 1.     | Jozef Siahaya | 1    |
| 1.     | Evert Pluim   | 1    |
| Totaal | Totaal        | 2    |

## Voetnoten
[[[Categorie:FC Hilversum naar seizoen|1956/57]]